# Biélorussie aux Jeux olympiques d'hiver de 1998
Cet article contient des informations sur la participation et les résultats de la Biélorussie aux Jeux olympiques d'hiver de 1998, qui ont eu lieu à Nagano au Japon.

## Médaillés
| Médaillé | Nom              | Sport               | Épreuve      |
| -------- | ---------------- | ------------------- | ------------ |
| Bronze   | Alexei Aidarov   | Biathlon            | 20 km hommes |
| Bronze   | Dmitri Dashinski | Patinage de vitesse | Saut hommes  |

## Résultats

### Ski alpin

#### Hommes
| Athlète    | Épreuve | Course 1 | Course 2 | Total         | Total |
| Athlète    | Épreuve | Temps    | Temps    | Temps         | Rang  |
| ---------- | ------- | -------- | -------- | ------------- | ----- |
| Igor Yudin | Super-G |          |          | 1 min 45 s 92 | 36    |

### Biathlon
| Épreuve      | Athlète         | Manqués 1 | Temps         | Rang |
| ------------ | --------------- | --------- | ------------- | ---- |
| Sprint 10 km | Aleksandr Popov | 2         | 30 min 53 s 0 | 55   |
| Sprint 10 km | Vadim Sashurin  | 1         | 30 min 34 s 0 | 46   |
| Sprint 10 km | Aleksey Aydarov | 2         | 30 min 12 s 3 | 37   |
| Sprint 10 km | Oleg Ryzhenkov  | 2         | 29 min 38 s 2 | 27   |

| Épreuve | Athlète         | Temps         | Manqués | Temps ajusté 2    | Rang               |
| ------- | --------------- | ------------- | ------- | ----------------- | ------------------ |
| 20 km   | Aleksandr Popov | 57 min 39 s 6 | 3       | 1 h 00 min 39 s 6 | 29                 |
| 20 km   | Vadim Sashurin  | 57 min 08 s 6 | 2       | 59 min 08 s 6     | 13                 |
| 20 km   | Oleg Ryzhenkov  | 56 min 31s 3  | 2       | 58 min 31 s 3     | 9                  |
| 20 km   | Aleksey Aydarov | 55 min 46 s 5 | 1       | 56 min 46 s 5     | Médaille de bronze |

| Athlètes                                                      | Course    | Course            | Course |
| Athlètes                                                      | Manqués 1 | Temps             | Rang   |
| ------------------------------------------------------------- | --------- | ----------------- | ------ |
| Aleksey Aydarov Oleg Ryzhenkov Aleksandr Popov Vadim Sashurin | 0         | 1 h 23 min 14 s 0 | 4      |

#### Femmes
| Épreuve       | Athlète             | Manqués 1 | Temps         | Rang |
| ------------- | ------------------- | --------- | ------------- | ---- |
| Sprint 7,5 km | Nataliya Ryzhenkova | 4         | 26 min 10 s 5 | 52   |
| Sprint 7,5 km | Nataliya Moroz      | 0         | 25 min 04 s 7 | 28   |
| Sprint 7,5 km | Svetlana Paramygina | 2         | 24 min 50 s 0 | 24   |
| Sprint 7,5 km | Irina Tananayko     | 0         | 24 min 42 s 5 | 22   |

| Épreuve | Athlète             | Temps         | Manqués | Temps ajusté 2    | Rang |
| ------- | ------------------- | ------------- | ------- | ----------------- | ---- |
| 15 km   | Nataliya Permyakova | 58 min 33 s 5 | 3       | 1 h 01 min 33 s 5 | 41   |
| 15 km   | Irina Tananayko     | 57 min 25 s 4 | 1       | 58 min 25 s 4     | 22   |
| 15 km   | Nataliya Ryzhenkova | 55 min 03 s 5 | 3       | 58 min 03 s 5     | 19   |
| 15 km   | Svetlana Paramygina | 54 min 53 s 4 | 2       | 56 min 53 s 4     | 12   |

| Athlètes                                                               | Course    | Course            | Course |
| Athlètes                                                               | Manqués 1 | Temps             | Rang   |
| ---------------------------------------------------------------------- | --------- | ----------------- | ------ |
| Irina Tananayko Nataliya Ryzhenkova Nataliya Moroz Svetlana Paramygina | 0         | 1 h 45 min 24 s 0 | 12     |

### Ski de fond
| Épreuve               | Athlète              | Course            | Course |
| Épreuve               | Athlète              | Temps             | Rang   |
| --------------------- | -------------------- | ----------------- | ------ |
| 10 km classique       | Sergey Dolidovich    | N'a pas terminé   | –      |
| 10 km classique       | Nikolay Semenyako    | 31 min 54 s 5     | 73     |
| 10 km classique       | Aleksey Tregubov     | 31 min 43 s 9     | 70     |
| 10 km classique       | Aleksandr Sannikov   | 29 min 54 s 7     | 39     |
| 15 km poursuite libre | Aleksey Tregubov     | N'a pas terminé   | –      |
| 15 km poursuite libre | Nikolay Semenyako    | 49 min 31 s 3     | 60     |
| 15 km poursuite libre | Aleksandr Sannikov   | 43 min 16 s 9     | 26     |
| 30 km classique       | Nikolay Semenyako    | 1 h 47 min 32 s 5 | 54     |
| 30 km classique       | Aleksandr Sannikov   | 1 h 42 min 48 s 0 | 40     |
| 30 km classique       | Sergey Dolidovich    | 1 h 42 min 18 s 7 | 36     |
| 30 km classique       | Aleksey Tregubov     | 1 h 40 min 05 s 9 | 18     |
| 50 km libre           | Vyacheslav Plaksunov | N'a pas terminé   | –      |
| 50 km libre           | Nikolay Semenyako    | N'a pas terminé   | –      |
| 50 km libre           | Sergey Dolidovich    | 2 h 17 min 07 s 5 | 31     |
| 50 km libre           | Aleksandr Sannikov   | 2 h 16 min 34 s 4 | 27     |

| Athlètes                                                                   | Course            | Course |
| Athlètes                                                                   | Temps             | Rang   |
| -------------------------------------------------------------------------- | ----------------- | ------ |
| Sergey Dolidovich Aleksey Tregubov Aleksandr Sannikov Vyacheslav Plaksunov | 1 h 45 min 15 s 3 | 14     |

#### Femmes
| Épreuve                | Athlète             | Course            | Course |
| Épreuve                | Athlète             | Temps             | Rang   |
| ---------------------- | ------------------- | ----------------- | ------ |
| 5 km classique         | Lyudmila Korolik    | 20 min 17 s 9     | 63     |
| 5 km classique         | Irina Skripnik      | 19 min 44 s 2     | 55     |
| 5 km classique         | Svetlana Kamotskaya | 19 min 32 s 7     | 48     |
| 5 km classique         | Yelena Sinkevich    | 18 min 50 s 2     | 23     |
| 10 km poursuite libre2 | Lyudmila Korolik    | 34 min 55 s 4     | 58     |
| 10 km poursuite libre2 | Irina Skripnik      | 34 min 15 s 8     | 55     |
| 10 km poursuite libre2 | Svetlana Kamotskaya | 33 min 11 s 2     | 47     |
| 10 km poursuite libre2 | Yelena Sinkevich    | 30 min 42 s 5     | 21     |
| 15 km classique        | Irina Skripnik      | 52 min 26 s 2     | 43     |
| 15 km classique        | Yekaterina Antonyuk | 52 min 24 s 5     | 42     |
| 15 km classique        | Svetlana Kamotskaya | 51 min 59 s 0     | 39     |
| 15 km classique        | Yelena Sinkevich    | 49 min 20 s 8     | 15     |
| 30 km libre            | Irina Skripnik      | 1 h 34 min 38 s 4 | 47     |
| 30 km libre            | Lyudmila Korolik    | 1 h 34 min 07 s 5 | 44     |
| 30 km libre            | Svetlana Kamotskaya | 1 h 33 min 51 s 6 | 42     |
| 30 km libre            | Yelena Sinkevich    | 1 h 27 min 15 s 3 | 12     |

| Athlètes                                                                  | Course        | Course |
| Athlètes                                                                  | Temps         | Rang   |
| ------------------------------------------------------------------------- | ------------- | ------ |
| Svetlana Kamotskaya Yekaterina Antonyuk Yelena Sinkevich Lyudmila Korolik | 59 min 56 s 9 | 14     |

### Patinage artistique

#### Danse sur glace
| Athlètes                      | Danse imposée 1 | Danse imposée 2 | Danse originale | Danse libre | Total | Rang |
| ----------------------------- | --------------- | --------------- | --------------- | ----------- | ----- | ---- |
| Tatjana Navka Nikolai Morozov | 14              | 15              | 17              | 16          | 32,0  | 16   |

### Ski acrobatique
| Athlète             | Épreuve | Qualification | Qualification | Qualification | Finale       | Finale       | Finale             |
| Athlète             | Épreuve | Temps         | Points        | Rang          | Temps        | Points       | Rang               |
| ------------------- | ------- | ------------- | ------------- | ------------- | ------------ | ------------ | ------------------ |
| Oleg Kuleshov       | Bosses  | 34 s 37       | 11,13         | 29            | Non qualifié | Non qualifié | Non qualifié       |
| Aleksandr Tkachenko | Saut    |               | 178,46        | 18            | Non qualifié | Non qualifié | Non qualifié       |
| Vasily Vorobyov     | Saut    |               | 199,29        | 13            | Non qualifié | Non qualifié | Non qualifié       |
| Aleksey Grishin     | Saut    |               | 217,84        | 9 Q           |              | 220,99       | 8                  |
| Dmitry Dashchinsky  | Saut    |               | 249,04        | 1 Q           |              | 240,79       | Médaille de bronze |

| Athlète                   | Épreuve | Qualification | Qualification | Qualification | Finale        | Finale        | Finale        |
| Athlète                   | Épreuve | Temps         | Points        | Rang          | Temps         | Points        | Rang          |
| ------------------------- | ------- | ------------- | ------------- | ------------- | ------------- | ------------- | ------------- |
| Yuliya Milko-Chernemorets | Bosses  | 35 s 91       | 20,20         | 19            | Non qualifiée | Non qualifiée | Non qualifiée |

### Hockey sur glace

#### Tournoi hommes
L'équipe biélorusse de hockey participe au tour préliminaire des Jeux olympiques. Elle remporte la première place de son groupe, qui comprend l'Allemagne, la France et le Japon, en battant la France 4-0 et l'Allemagne 8-2, et en faisant match nul avec le Japon 2-2. Leur première place leur permet de jouer dans le tournoi final. Ils sont dans le groupe A et perdent leurs 3 matches avec comme score 5-0 pour le Canada et 5-2 pour la Suède et les États-Unis. Ils finissent dernier du groupe A et font face au premier du groupe B qui est la Russie. Ils perdent 4-1 et ils sont éliminés du tournoi. Ils finissent le tournoi à la 7e place

##### Tour préliminaire - Groupe B
La meilleure équipe (en vert) se qualifie pour le premier tour.
| Équipe      | MJ | V | D | N | BP | BC | DIF | PTS |
| ----------- | -- | - | - | - | -- | -- | --- | --- |
| Biélorussie | 3  | 2 | 0 | 1 | 14 | 4  | +10 | 5   |
| Allemagne   | 3  | 2 | 1 | 0 | 7  | 9  | -2  | 4   |
| France      | 3  | 1 | 2 | 0 | 5  | 8  | -3  | 2   |
| Japon       | 3  | 0 | 2 | 1 | 5  | 10 | -5  | 1   |

Toutes les heures sont locales (UTC-7).
| 7 février 1998 | France | 0-4 (0-1, 0-1, 0-2) | Biélorussie | The Big Hat/ Aqua Wing Arena, Nagano, Japon 3 419 spectateurs |

| 9 février 1998 | Allemagne | 2-8 (0-2, 2-3, 0-3) | Biélorussie | The Big Hat/ Aqua Wing Arena, Nagano, Japon 8 063 spectateurs |

| 10 février 1998 | Japon | 2-2 (1-1, 1-1, 0-0) | Biélorussie | The Big Hat/Aqua Wing Arena, Nagano, Japon 3 659 spectateurs |

##### Premier tour - Groupe C
| Équipe      | MJ | V | D | N | BP | BC | DIF | PTS |
| ----------- | -- | - | - | - | -- | -- | --- | --- |
| Canada      | 3  | 3 | 0 | 0 | 12 | 3  | +9  | 6   |
| Suède       | 3  | 2 | 1 | 0 | 11 | 7  | +4  | 4   |
| États-Unis  | 3  | 1 | 2 | 0 | 8  | 10 | -2  | 2   |
| Biélorussie | 3  | 0 | 3 | 0 | 4  | 15 | -11 | 0   |

Toutes les heures sont locales (UTC-7).
| 13 février 1998 | Canada | 5-0 (0-2, 0-2, 0-1) | Biélorussie | The Big Hat/Aqua Wing Arena, Nagano, Japon 9 960 spectateurs |

| 14 février 1998 | États-Unis | 5-2 (2-1, 1-0, 2-1) | Biélorussie | The Big Hat/ Aqua Wing Arena, Nagano, Japon 9 975 spectateurs |

| 16 février 1998 | Suède | 5-2 (0-2, 1-1, 1-2) | Biélorussie | The Big Hat/Aqua Wing Arena, Nagano, Japon 4 235 spectateurs |

##### Quart de finale
Toutes les heures sont locales (UTC-7).
| 18 février 1998 | Russie | 4-1 (1-0, 1-0, 2-0) | Biélorussie | The Big Hat/Aqua Wing Arena, Nagano, Japan 4 628 spectateurs |

Les joueurs sont Aliaksandr Alekseïev, Aliaksandr Andryewski, Vadim Bekboulatov, Sergueï Ierkovitch, Aliaksandr Galtcheniouk, Aliakseï Kalioujny, Viktor Karachoun, Oleg Khmyl, Andreï Kovaliov, Alekseï Lojkine, Igor Matouchkine, Andreï Mezine, Vassili Pankov, Aleh Romanow, Aleh Antonenka, Ievgueni Rochtchine, Rouslan Saleï, Aliaksandr Choumidoub, Andreï Skabelka, Siarhieï Stas, Ouladzimir Tsyplakow, Edouard Zankavets et Aliaksandr Jourik.

### Combiné nordique

#### Individuel hommes
Épreuve:
- saut à ski avec un tremplin normal
- 15 km de ski de fond (Départ décalé, basé sur les résultats du saut à ski.)

| Athlète               | Épreuve    | Saut à ski | Saut à ski | Temps de ski de fond | Total rang |
| Athlète               | Épreuve    | Points     | Rang       | Temps de ski de fond | Total rang |
| --------------------- | ---------- | ---------- | ---------- | -------------------- | ---------- |
| Sergei Zacharenko     | Individuel | 158,0      | 48         | 51 min 12 s 2        | 43         |
| Konstantin Kalinovsky | Individuel | 181,0      | 45         | 49 min 38 s 2        | 42         |

### Saut à ski
| Athlète             | Épreuve         | Saut 1   | Saut 1 | Saut 1 | Saut 2       | Saut 2       | Total        | Total        |
| Athlète             | Épreuve         | Distance | Points | Rang   | Distance     | Points       | Points       | Rang         |
| ------------------- | --------------- | -------- | ------ | ------ | ------------ | ------------ | ------------ | ------------ |
| Aleksandr Sinyavsky | Tremplin normal | 70,0 m   | 71,5   | 50     | Non qualifié | Non qualifié | Non qualifié | Non qualifié |
| Aleksey Shibko      | Tremplin normal | 74,0 m   | 80,0   | 40     | Non qualifié | Non qualifié | Non qualifié | Non qualifié |
| Aleksey Shibko      | Grand tremplin  | 94,5 m   | 65,1   | 55     | Non qualifié | Non qualifié | Non qualifié | Non qualifié |
| Aleksandr Sinyavsky | Grand tremplin  | 109,0 m  | 94,2   | 32     | Non qualifié | Non qualifié | Non qualifié | Non qualifié |

### Patinage de vitesse
| Épreuve | Athlète           | Course        | Course |
| Épreuve | Athlète           | Temps         | Rang   |
| ------- | ----------------- | ------------- | ------ |
| 5000 m  | Vitaly Novichenko | 7 min 19 s 76 | 32     |

| Épreuve | Athlète               | Course 1 | Course 1 | Course 2 | Course 2 | Total         | Total |
| Épreuve | Athlète               | Temps    | Rang     | Temps    | Rang     | Temps         | Rang  |
| ------- | --------------------- | -------- | -------- | -------- | -------- | ------------- | ----- |
| 500 m   | Lyudmila Kostyukevich | 41 s 00  | 32       | 41 s 43  | 34       | 82 s 43       | 31    |
| 500 m   | Anzhelika Kotyuga     | 39 s 76  | 17       | 39 s 85  | 18       | 79 s 61       | 16    |
| 1 000 m | Lyudmila Kostyukevich |          |          |          |          | 1 min 22 s 58 | 34    |
| 1 000 m | Anzhelika Kotyuga     |          |          |          |          | 1 min 21 s 35 | 25    |
| 3 000 m | Svetlana Chepelnikova |          |          |          |          | 4 min 36 s 97 | 29    |

## Divers
- Dans un jeu vidéo sorti qui est en rapport avec le tournoi olympique de hockey, la Biélorussie est représentée avec le drapeau de Pahonie et avec l'hymne national de l'ancienne union soviétique.